# KS Vive Tauron Kielce
A Vive Targi Kielce egy lengyel férfi kézilabda-csapat, amelynek székhelye Kielcében van. A csapat nyert már lengyel bajnokságot, és lengyel kupát.

## Története
A klubot 1966-ban alapították. Első sikere egy kupagyőzelem volt 1985-ben, bajnokságot 1993-ban nyertek először, 2012 óta minden évben. A Bajnokok ligájában 2013-ban és 2015-ben is bronzérmet szerzett, majd 2016-ban történetük első sikerét is elérték az elitsorozatban, a döntőben a Telekom Veszprém ellen óriási bravúrt elérve 9 gólos hátrányból fordították meg a mérkőzést. A 2018-ban a klub pénzügyi válságba került, a csapat edzője, Talant Dujsebajev bejelentette, hogy a csapat fennmaradása érdekében ő, és teljes csapat lemondott fizetésének 25%-áról.

## Sikerei
- Lengyel bajnok (20): 1993, 1994, 1996, 1998, 1999, 2003, 2009, 2010, 2012, 2013, 2014, 2015, 2016, 2017, 2018, 2019, 2020, 2021, 2022, 2023
- Lengyel kupagyőztes (17): 1985, 2000, 2003, 2004, 2006, 2009, 2010, 2011, 2012, 2013, 2014, 2015, 2016, 2017, 2018, 2019, 2021
- EHF-bajnokok ligája
  - győztes (1): 2016
  - 2. hely (1): 2022, 2023
  - 3. hely (2): 2013, 2015
- EHF-kupa elődöntős (2): 1998, 2006

## Jelenlegi keret

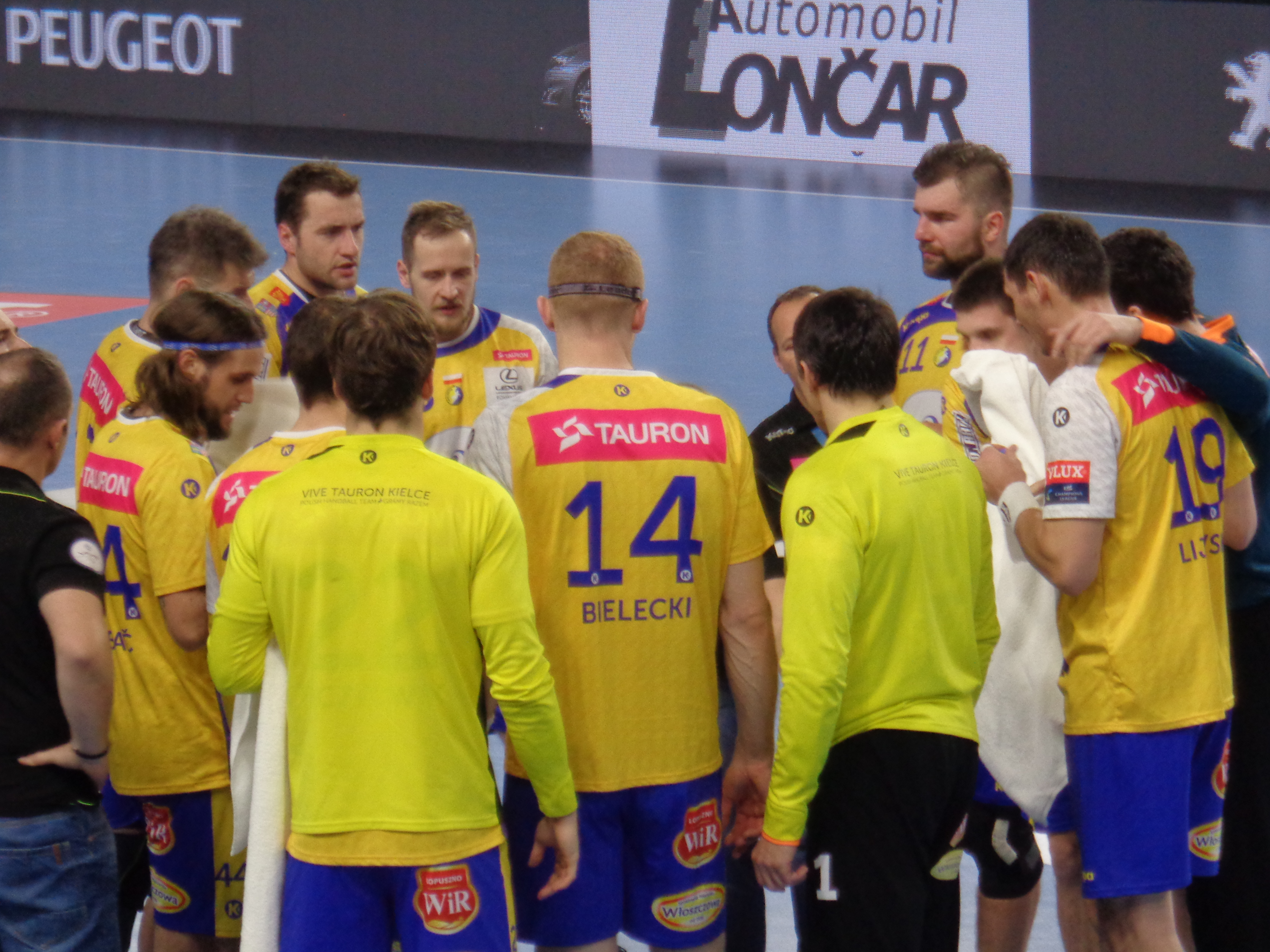
Egy időkérés mérkőzés közben (2016)

A 2024–2025-ös szezon játékoskerete:
| Kapusok - 01 Miłosz Wałach - 16 Bekir Čordalija - 0 Sandro Meštrić Balszélsők - 27 Cezary Surgiel - 99 Dylan Nahi Jobbszélsők - 07 Benoît Kounkoud - 23 Arkadiusz Moryto Beállósok - 50 Arcjom Karaljok - 93 Łukasz Rogulski - 97 Théo Monar | Balátlövők - 05 Szymon Sićko - 42 Hassan Kaddah - 48 Tomasz Gębala Jobbátlövők - 10 Alex Dujsebajev - 15 Jorge Maqueda Irányítók - 02 Jakub Osuch - 05 Michał Olejniczak - 20 Igor Karačić - 24 Daniel Dujsebajev |